# Parnassiinae
Parnassiinae – podrodzina motyli dziennych z rodziny paziowatych. Jej przedstawiciele występują na terenie Europy, Ameryki Północnej i Azji. Występuje w tej podrodzinie ponad 65 gatunków motyli. Zaliczane do niej rodzaje zgrupowano w plemionach:
- Luehdorfiini:
  - Archon
  - †Doritites
  - Luehdorfia
- Parnassiini:
  - Hypermnestra
  - Parnassius
- Zerynthiini:
  - Allancastria
  - Bhutanitis
  - Sericinus
  - Zerynthia – zygzakowiec